# Campeonato Mundial e Europeu de Hóquei em Patins Masculino de 1952
O Campeonato Europeu de 1952 foi a 8.ª edição do Campeonato do Mundo de Hóquei em Patins e simultaneamente a 18.ª edição do Campeonato Europeu de Hóquei em Patins.
O campeonato foi disputado no Pavilhão dos Desportos, atualmente conhecido como Pavilhão Rosa Mota (ainda com a abóbada incompleta).

## Participantes
| Países     | Participação (Mundial) | Participação (Europeu) | Melhor Resultado (Mundial)        | Melhor Resultado (Europeu)                                            |
| Espanha    | 6.ª                    | 6.ª                    | Campeão (1951)                    | Campeão (1951)                                                        |
| Portugal   | 8.ª                    | 13.ª                   | Campeão (1947, 1948, 1949 e 1950) | Campeão (1947, 1948, 1949 e 1950)                                     |
| Itália     | 8.ª                    | 16.ª                   | 2.º Lugar (1936, 1939 e 1950)     | 2.º Lugar (1936, 1939 e 1950)                                         |
| Bélgica    | 8.ª                    | 18.ª                   | 2.º Lugar (1947)                  | 2.º Lugar (1947)                                                      |
| França     | 8.ª                    | 18.ª                   | 5.º Lugar (1939)                  | 2.º Lugar (1926, 1927, 1928, 1930 e 1931)                             |
| Inglaterra | 8.ª                    | 18.ª                   | Campeão (1936 e 1939)             | Campeão (1926, 1927, 1928, 1929, 1930, 1931, 1932, 1934, 1936 e 1939) |
| Suíça      | 8.ª                    | 18.ª                   | 3.º Lugar (1950)                  | 2.º Lugar (1937)                                                      |
| Holanda    | 5.ª                    | 5.ª                    | 8.º Lugar (1949)                  | 8.º Lugar (1949)                                                      |
| Dinamarca  | 2.ª                    | 2.ª                    | 11.º Lugar (1951)                 | 11.º Lugar (1951)                                                     |
| Egito      | 3.ª                    | África                 | 8.º Lugar (1948)                  | x                                                                     |
| ---------- | ---------------------- | ---------------------- | --------------------------------- | --------------------------------------------------------------------- |

## Resultados
|            | Portugal | Itália | Espanha | Bélgica | Países Baixos | França | Inglaterra | Suíça | Egito (1952) | Dinamarca |
| ---------- | -------- | ------ | ------- | ------- | ------------- | ------ | ---------- | ----- | ------------ | --------- |
| Portugal   |          | 1-3    | 2-1     | 2-1     | 11-1          | 9-0    | 9-0        | 7-1   | 13-0         | 13-0      |
| Itália     |          |        | 3-2     | 5-1     | 4-2           | 2-3    | 2-1        | 4-2   | 12-1         | 9-0       |
| Espanha    |          |        |         | 2-1     | 6-1           | 3-0    | 1-1        | 3-1   | 4-0          | 7-0       |
| Bélgica    |          |        |         |         | 2-1           | 5-2    | 5-0        | 3-1   | 3-0          | 7-0       |
| Holanda    |          |        |         |         |               | 4-2    | 2-1        | 1-1   | 6-0          | 9-0       |
| França     |          |        |         |         |               |        | 1-1        | 3-1   | 2-0          | 7-0       |
| Inglaterra |          |        |         |         |               |        |            | 4-1   | 9-0          | 6-0       |
| Suíça      |          |        |         |         |               |        |            |       | 7-0          | 5-1       |
| Egito      |          |        |         |         |               |        |            |       |              | 6-0       |
| Dinamarca  |          |        |         |         |               |        |            |       |              |           |

## Classificação final
| Lugar | Seleção    | J | V | E | D | P  | GM | GS | Dif. |
| ----- | ---------- | - | - | - | - | -- | -- | -- | ---- |
|       | Portugal   | 9 | 8 | 0 | 1 | 16 | 67 | 7  | +60  |
|       | Itália     | 9 | 8 | 0 | 1 | 16 | 44 | 13 | +31  |
|       | Espanha    | 9 | 6 | 1 | 2 | 13 | 29 | 9  | +20  |
| 4     | Bélgica    | 9 | 6 | 0 | 3 | 12 | 28 | 13 | +15  |
| 5     | Holanda    | 9 | 4 | 1 | 4 | 9  | 27 | 27 | 0    |
| 6     | França     | 9 | 3 | 2 | 4 | 9  | 20 | 25 | -5   |
| 7     | Inglaterra | 9 | 3 | 2 | 4 | 8  | 23 | 21 | +2   |
| 8     | Suíça      | 9 | 2 | 1 | 6 | 5  | 20 | 26 | -6   |
| 9     | Egito      | 9 | 1 | 0 | 8 | 2  | 8  | 56 | -48  |
| 10    | Dinamarca  | 9 | 0 | 0 | 9 | 0  | 1  | 69 | -68  |

| Campeões Mundiais 1952 |
| ---------------------- |
| Portugal               |
| PORTUGAL 5.º Título    |

| Campeões Europeus 1952 |
| ---------------------- |
| Portugal               |
| PORTUGAL 5.º Título    |

## Galeria

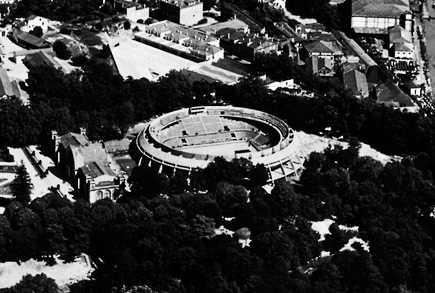
O Pavilhão de Desportos no Palácio de Cristal ainda sem a abóboda
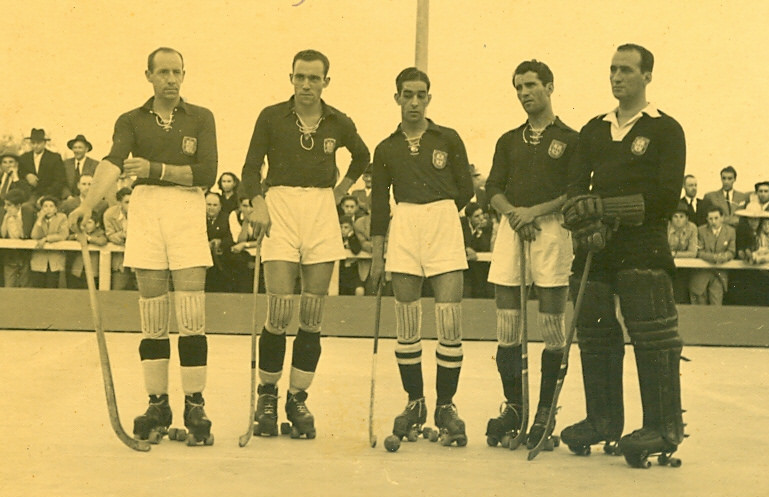
Seleção A: Emídio Pinto, Raio, José Dias, Correia dos Santos e Cruzeiro.
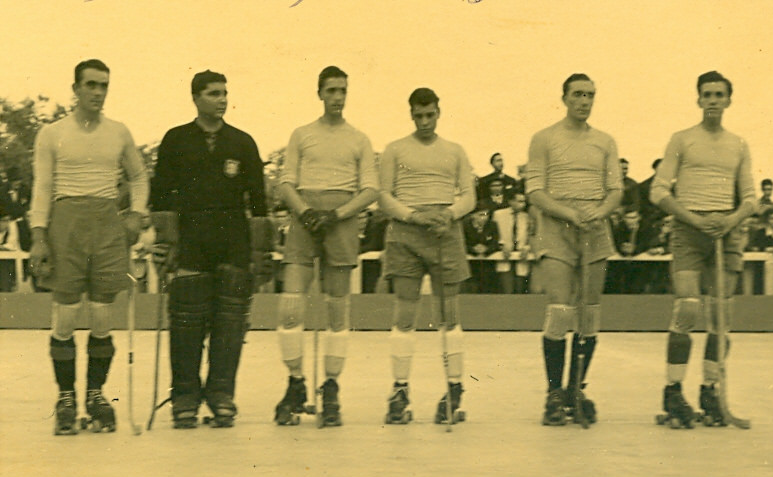
Seleção B: Cipriano, Paulo, Bessa, Nazário e Lopes.